# William Archer
William Archer (Perth, Escócia, 23 de setembro de 1856 - 27 de dezembro de 1924) foi um dramaturgo e crítico de teatro escocês. Frequentou a Universidade de Edimburgo, onde recebeu o grau de MA em 1876.

## Carreira Literária
Ele se tornou um dos principais escritores do Evening News de Edimburgo em 1875 e após passar um ano na Austrália, voltou para Edimburgo. Em 1879, tornou-se crítico de teatro para o London Figaro e em 1884, ganhou o mesmo trabalho no mundo, onde permaneceu até 1905. Rapidamente adquiriu um lugar de destaque na literatura, em Londres.
Archer publicou as obras completas de Henrik Ibsen em 1906. Ele também apoiou o trabalho de outros dramaturgos progressiva e pela eclosão da Primeira Guerra Mundial ele foi considerado o mais importante crítico de teatro em Londres.
Em setembro de 1914, Archer aceitou o convite de Charles Masterman, o chefe do Britain's War Propaganda Bureau (WPB), depois escreveu uma série de cartas abertas onde mencionava todas as partes envolvidas na Primeira Guerra Mundial
Sua obra, A Deusa Verde, foi produzido por Winthrop Ames no teatro Booth de Nova York. Foi um melodrama de sucesso popular, mas relativamente menos importantes do que seu trabalho como crítico de teatro.

## Obras
Crítica
- Inglês dramaturgos de hoje (1882)
- Henry Irving, um estudo (1883)
- Sobre o Teatro (1886)
- Estudos em Psicologia da Ação (1886)
- Máscaras ou Faces? (1888)
- W. C. Macready, uma biografia (1890)
- "O mundo do teatro" (1893) (5 volumes)
- América-dia, observações e reflexões (1900)
- Os poetas da geração mais jovem (1901)
- Conversas Real (1904)
- O Teatro Nacional: Regime de Estimativa e, com H. Granville Barker, (1907)
- Através da Afro-América (1910)
- A vida, Julgamento e Morte de Francisco Ferrer (1911)
- Play-Making (1912)
- Portugal e o Futuro (1917)
- O Drama Antigo e do Novo (1923)

Peças de teatro
- Guerra é Guerra (1919)
- A Deusa Verde (1921)